# Иринчеев, Баир Климентьевич
Баи́р Климе́нтьевич Иринче́ев (род. 29 мая 1977, Ленинград, СССР) — российский военный писатель, публицист, предприниматель, директор Военного музея Карельского перешейка и музейно-мемориального комплекса «Дорога жизни». Специализируется на теме событий советско-финских войн (1939—1940, 1941—1944).

## Биография
В 1999 году окончил Стокгольмский университет, затем в 2003 году — Санкт-Петербургский университет по специальности «международный бизнес». Победитель конкурса студенческих работ «Корпоративный имидж как актив фирмы» (1999).
С 1999 по 2003 год активно работал на проекте устной истории «Я помню» (руководитель — А. В. Драбкин).
Переехал в Финляндию, где женился на финке и открыл туристическую фирму в Хельсинки. Средства на организацию компании брал в долг у друзей и родственников, а также получил пособие от организации, помогающей молодым предпринимателям (NYP). Автор проекта Bair Books, созданного с целью популяризации истории СССР и России. В рамках него организовываются выставки, распространение и издание исторической и военно-исторической литературы.
Летом 2013 года открыл выставку «Карельский перешеек. Война 1939—1944» в Выборге, в дальнейшем расширил её до Военного музея Карельского перешейка. Первыми экспонатами музея стали военные артефакты, оставшиеся от боёв июня 1944 года в районе горы Куутерселькя (ныне посёлок Лебяжье Выборгского района Ленинградской области), где советские войска прорвали финскую оборонительную линию ВТ.
Автор книг о советско-финских войнах (1939—1940, 1941—1944). В 2005 году выступил сопродюсером американского документального фильма «Огонь и лёд» о советско-финской войне (1939—1940). В 2013 году перевёл на финский язык и издал книгу Петра Репникова о событиях в Петровском Яме на советско-финском фронте Великой Отечественной войны (консультант книги — финский историк Карл Фридрих Геуст).
В январе 2013 года передал музею «Царское Село» альбом с любительскими фотографиями, сделанными нацистами во время оккупации города Пушкина.
Осенью 2013 года участвовал в организации сбора средств и установки новой таблички в посёлке Лебяжье Выборгского района Ленинградской области командиру взвода танков Т-60 1-й Краснознамённой танковой бригады лейтенанту Николаю Афанасьевичу Фатееву, сгоревшему в танке 12 июня 1944 года в одном из первых боёв на линии ВТ близ Куутерселькя. Табличка была установлена на братском кладбище в посёлке Лебяжье, однако исчезла в 2005 году. Для её восстановления было собрано более 10 тыс. подписей и 50 тыс. рублей пожертвований.
Для съёмок фильма «Двадцать восемь панфиловцев» передал реквизит и униформу бойцов РККА, а также организовал благотворительные экскурсии, прибыль от которых перевёл в пользу фильма.
12 июня 2014 года на месте бывших укреплений финской оборонительной линии ВТ в районе посёлка Лебяжье Выборгского района Ленинградской области при участии Баира Иринчеева состоялось торжественное открытие исторического района «Куутерселькя 1944».
По состоянию на 2019 год проживает в Санкт-Петербурге и в Выборге, где расположен основанный им музей.
С 2016 года записывает исторические видеоролики на тему советско-финских войн и Великой Отечественной войны на канале Дмитрия Пучкова.

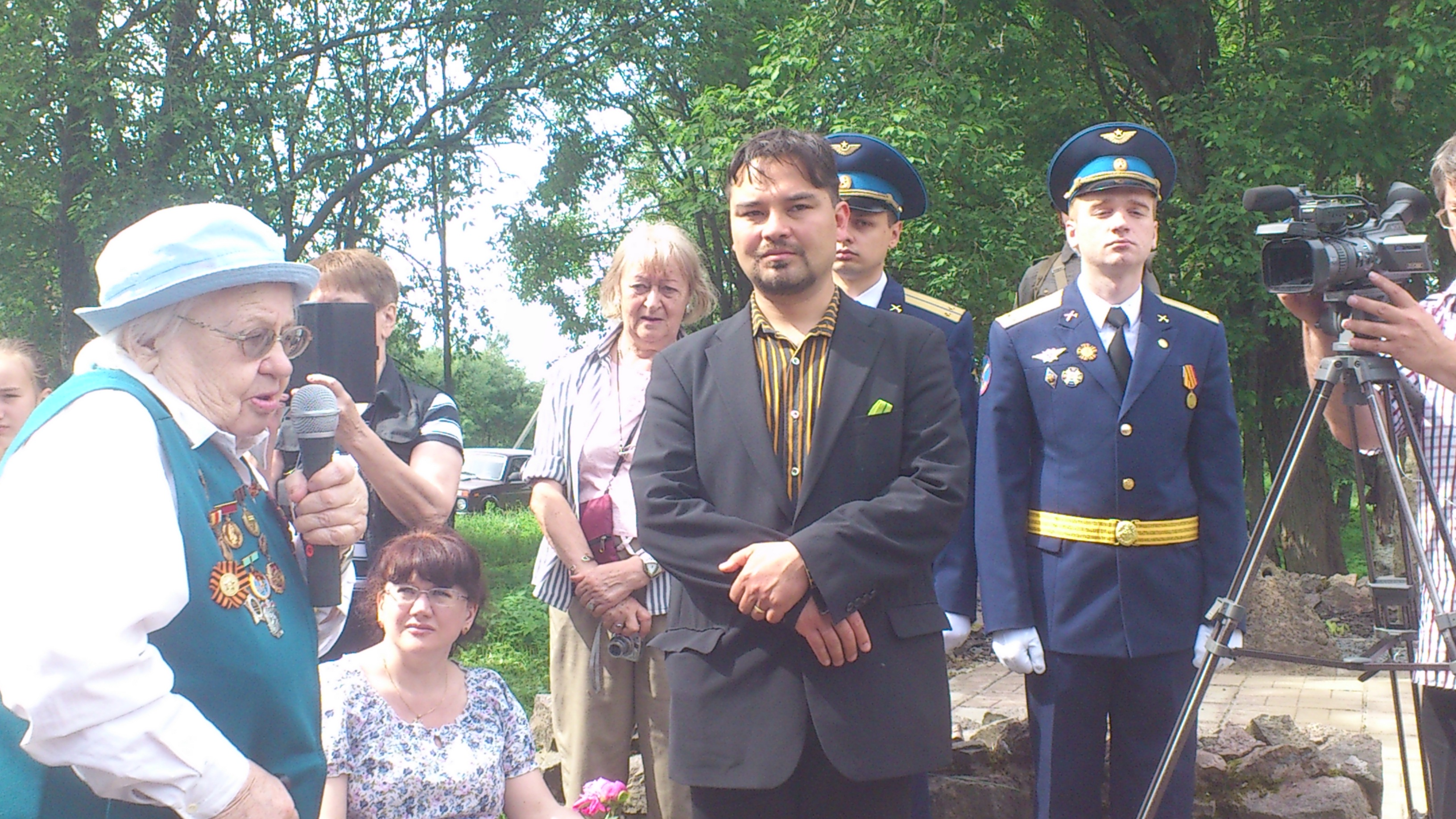
Выступление у монумента финским солдатам, оборонявшим 12-15 июня 1944 года линию ВТ. Посёлок Лебяжье, 12 июня 2014.
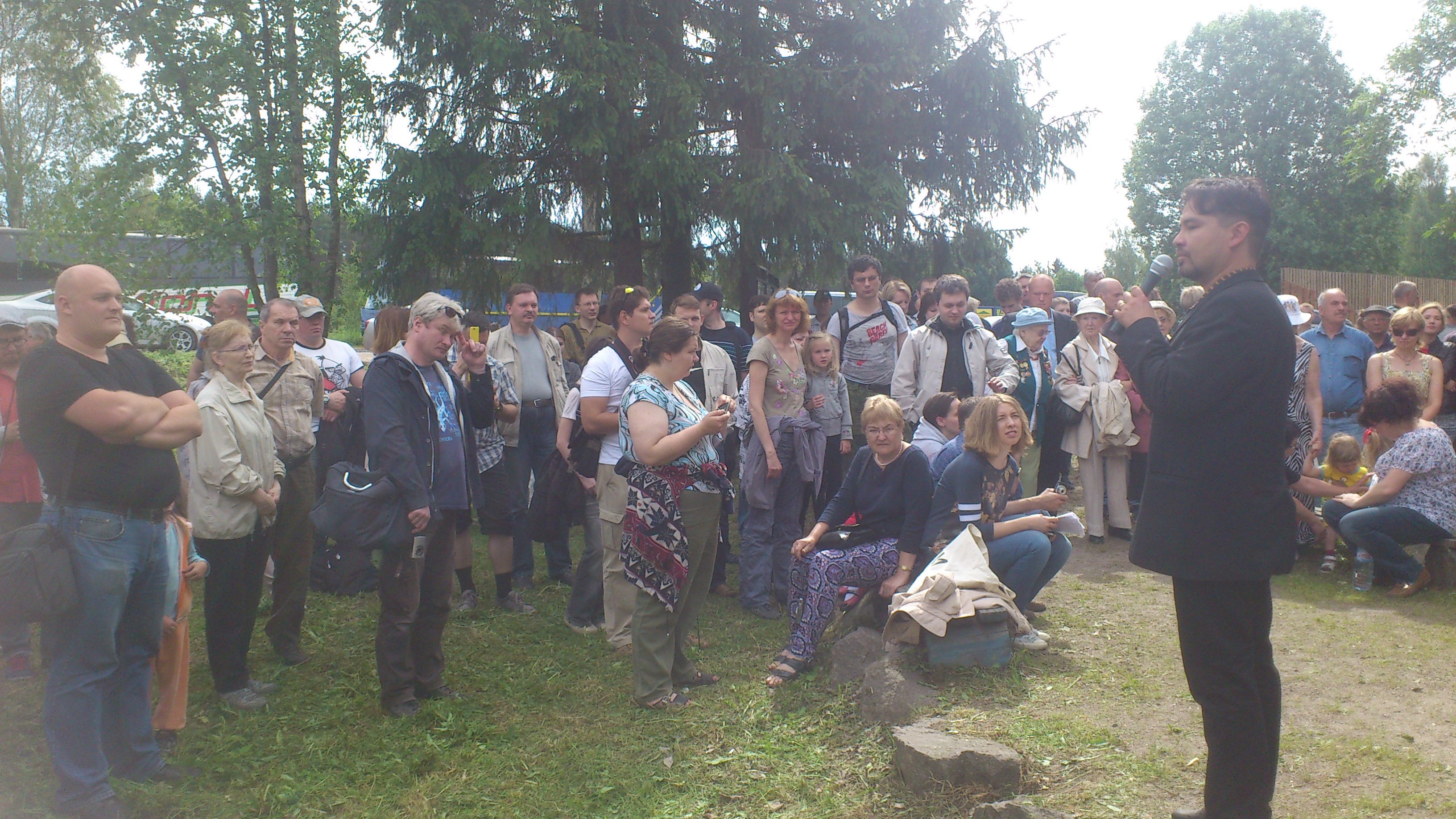
Там же.
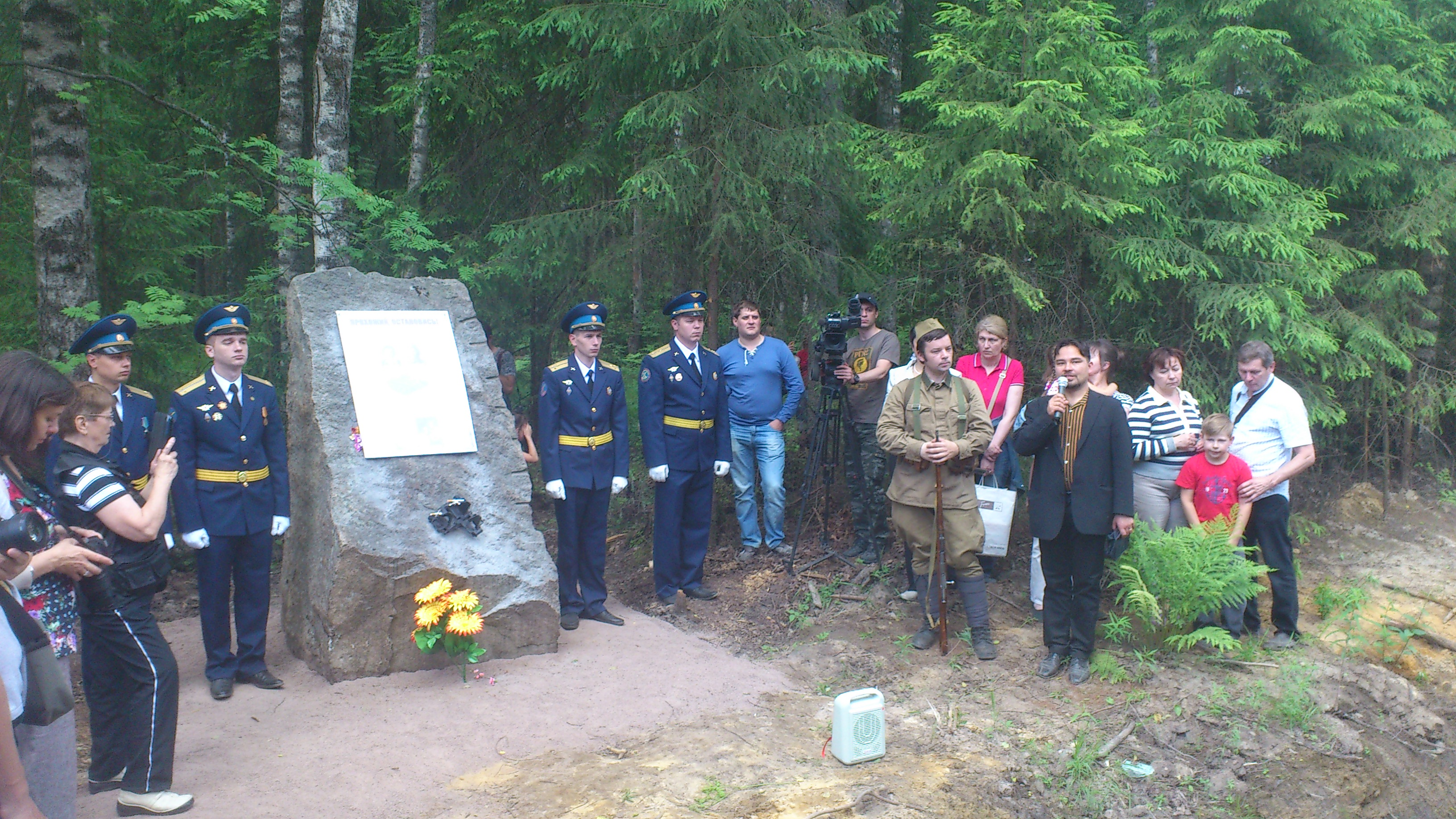
У памятного знака рядом с местом гибели танкового экипажа Н. А. Фатеева и Ю. Л. Харитонского.

## Семья и личная жизнь
Отец — Иринчеев Климент Аркадьевич (11.11.1953 — 27.11.2017), научный сотрудник ГИПХа

Мать — Иринчеева Наталия Владимировна (в девичестве — Федорова), (04.04.1957) преподаватель английского языка.

Женат, трое детей. Увлечения: путешествия, велосипед, походы и фотография.